# Wincenty I Gonzaga
Wincenty I Gonzaga (ur. 21 września 1562 w Mantui, zm. 9 lutego 1612 tamże) – książę Mantui i Montferratu.
Urodził się jako najstarszy syn księcia Mantui i markiza Montferratu Wilhelma I Gonzagi i jego żony Eleonory Habsburżanki. Na tron wstąpił po śmierci ojca 14 sierpnia 1587. 2 marca 1581 w Piacenzy ożenił się z córką księcia Parmy Małgorzatą Farnese. Nie mieli jednak dzieci, a 26 maja 1583 ich małżeństwo zostało unieważnione. 29 kwietnia 1584 w Mantui poślubił córkę wielkiego księcia Toskanii Eleonorę Medycejską. Para miała sześcioro dzieci:
- Franciszka IV (1586–1612), kolejnego księcia Mantui i Montferratu
- Ferdynanda I (1587–1626), także przyszłego księcia Mantui i Montferratu
- Wilhelma (1589–1591)
- Małgorzatę (1591–1632)
- Wincentego II (1594–1627), także przyszłego księcia Mantui i Montferratu
- Eleonorę (1598–1655)- żona Ferdynanda II Habsburga, arcyksięcia austriackiego, króla Czech, króla Węgier i Chorwacji, cesarza rzymskiego